# Katharina Ammann
Katharina Ammann (* 13. Mai 1973) ist eine Schweizer Kunsthistorikerin, Kuratorin und Direktorin des Aargauer Kunsthauses.

## Werdegang
Katharina Ammann studierte Kunstgeschichte und Englische Literatur an den Universitäten Genf und Oxford. Von 2001 bis 2004 arbeitete sie als wissenschaftliche Assistentin am Kunstmuseum Solothurn. Nach ihrer Promotion 2008 in Bern wurde Ammann als Konservatorin an das Bündner Kunstmuseum Chur gewählt. Ammann leitete von 2015 bis 2020 die Abteilung Kunstgeschichte des Schweizerischen Instituts für Kunstwissenschaft (SIK-ISEA) in Zürich. Mitten in der Covid-Pandemie übernahm sie im Sommer 2020 die Leitung des Argauer Kunsthauses.
Ammann verfasste zahlreiche Publikationen zur zeitgenössischen Kunst und ist auch als freie Kuratorin tätig.

### Funktionen (Auswahl)
- Mitglied der Kommission für Bildende Kunst der Stadt Zürich[5]
- Ankaufskommission Kunstmuseum Kanton Thurgau: Beirat/Ankaufskommission
- Stiftungsrätin / Jurypräsidentin der Fundaziun Nairs

### Ausstellungen (Auswahl)
- 2022/2023: Eine Frau ist eine Frau ist eine Frau. Eine Geschichte der Künstlerinnen: Aargauer Kunsthaus[6]
- 2022: Köpfe, Küsse, Kämpfe, Nicole Eisenman und die Modernen: Aargauer Kunsthaus[7]
- 2021/2022: Art as Connection, experimentelle und offen angelegte Gruppenausstellung: Aargauer Kunsthaus[8]

### Projekte
- Augusto Giacometti – Catalogue raisonné, SIK-ISEA
- Manifesta 11 Parallel Event – Cash and the Canon
- Markus Raetz – Catalogue raisonné

### Auszeichnungen
- 2005: SNF Forschungsstipendium, Schweizerischer Nationalfonds
- 1997: Scholarship Oxford University

## Veröffentlichungen (Auswahl)
- Mitherausgeberin von: The Explicit Material. Inquiries on the Intersection of Curatorial and Conservation Cultures. Brill Studies in Art & Materiality 2019, ISBN 978-90-04-37281-8 (Verlagsseite auf Englisch).
- Niklaus Manuel. Catalogue raisonné. Schwabe Verlag, 2017 (bei SIK-ISEA).
- Fotoszene GR. Albert Steiners Erben, Benteli Verlag, 2010, ISBN 978-3-7165-1653-9.
- Video ausstellen. Potenziale der Präsentation. Lang, Bern 2009, Diss., Univ. Bern, 2008.